# هوارد مارکس
هوارد مارکس (انگلیسی: Howard Marks؛ زادهٔ ۲۳ آوریل ۱۹۴۶) نویسنده و کارآفرین اهل ایالات متحده آمریکا است، که در سال ۱۹۹۵ شرکت اوک‌تری را تأسیس کرد.